# Altaelva

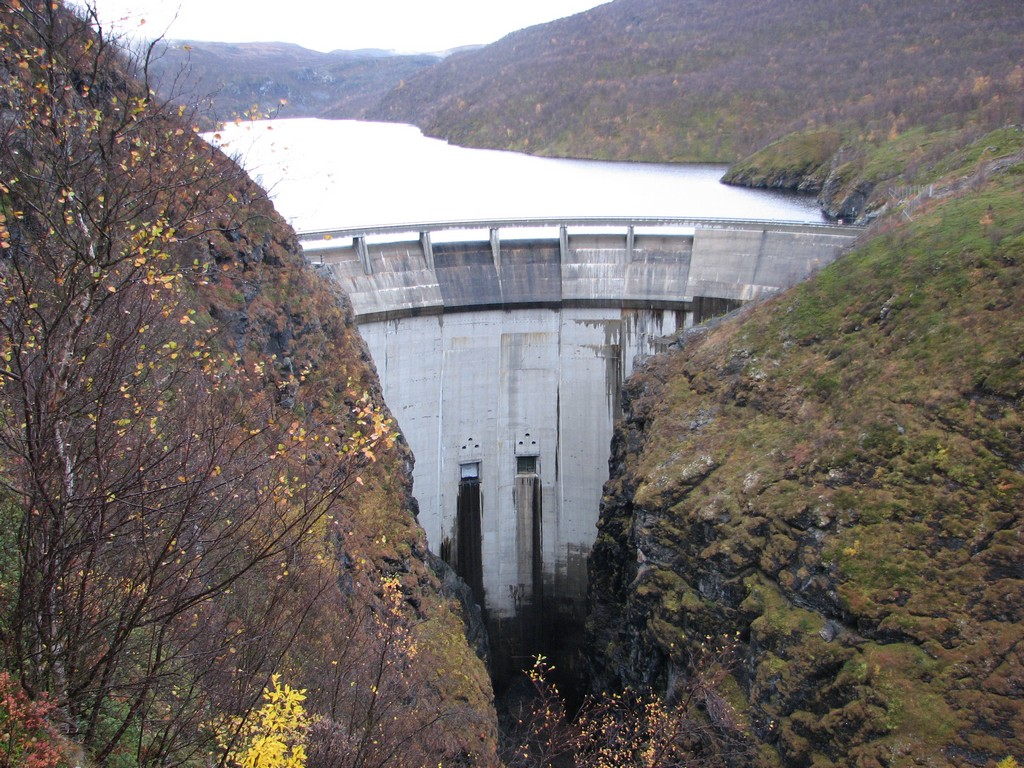
Alta-Damm oberhalb der Schlucht der Altaelva

Die Altaelva oder Kautokeinoelva (nordsamisch Álttáeatnu, kvenisch Alattionjoki), ist nicht der nördlichste Fluss Europas, aber einer der vier nördlichsten großen Flüsse.

## Geographie
Die über 100 km lange Altaelva entspringt auf zirka 500 m ü. NHN im Hochland von Finnmark und fließt von Süden nach Norden.
Im Oberlauf wechseln sich seeartige Strecken mit Stromschnellen ab. An diesem Flussabschnitt liegt Kautokeino, das sich als Hauptstadt der Samen bezeichnet. Darum wird der Oberlauf auch Kautokeinoelva (Kautokeino-Fluss) genannt. Er endet in dem See Virdnejávri. Dessen Wasserstand und Abfluss wird durch den Alta-Damm (69° 42′ 18″ N, 23° 49′ 6″ O) geregelt, der das Gefälle für ein Wasserkraftwerk nutzt.
Im Mittellauf fließt die Altaelva durch mehrere Canyons. Besonders tief ist der annähernd 10 km lange und 300–420 m tiefe Sautso, (nordsamisch Čávžu) (69° 46′ 0″ N, 23° 42′ 11″ O)
Schließlich mündet der Fluss bei der Stadt Alta, an dem an der Europastraße 6 gelegenen Zentrum der ausgedehnten Kommune, in den Altafjord des Europäischen Nordmeers.

## Freizeit
Die Altaelva ist ein beliebter Lachsangelfluss. Auch bietet sich der Fluss für mehrtägige Kanuwandertouren an.

## Die vier nördlichsten Flüsse Europas
- Die Tanaelva, auch nur Tana genannt, entspringt etwas nördlicher als die Altaelva und mündet an die 61 km weiter nördlich.
- Die norwegische Reisaelva und die russische Titowka entspringen nördlicher als beide, münden aber weniger weit nördlich.